# Paolo Francesco Staglieno
Paolo Francesco Staglieno (Voltaggio, 1773 – Torino, 1850) è stato un politico, generale ed enologo italiano.

## Biografia
Fu deputato del Regno di Sardegna nella III legislatura, eletto nel collegio di Levanto.
Generale della Regia Armata Sarda, discendente di una nota famiglia patrizia di origini genovesi, fu un enologo pioniere dei metodi di vinificazione nell'Ottocento. Al servizio prima di Camillo Benso di Cavour al Castello di Grinzane Cavour, venne poi nominato da Carlo Alberto di Savoia quale responsabile della vinificazione della sua tenuta di Pollenzo.